# Best of the Beast
Best of the Beast (1996) is het eerste officiële verzamelalbum van Iron Maiden. Het werd in drie vormen uitgebracht, te weten een vierdubbele lp, een dubbel-cd en een enkele cd. De vinylversie bevat de meeste nummers. Hierop zijn de vier originele opnamen van de The Soundhouse Tapes te horen, inclusief de nooit eerder uitgebrachte versie van het nummer ‘Strange World’. Op de dubbel-cd is naast dit nummer alleen nog 'Iron Maiden' terug te vinden, waarmee de versies van 'Prowler' en 'Invasion' nog altijd exclusief aan het vinyl toevertrouwd blijven.
Het album bevat een uitgebreide fotocollectie en een stamboom, één nieuw nummer (‘Virus’) en een niet eerder uitgebrachte liveversie van het oorspronkelijk door Bruce Dickinson gezongen nummer ‘Afraid To Shoot Strangers’, met ditmaal als zanger Blaze Baley.